# Klaus Nierhoff

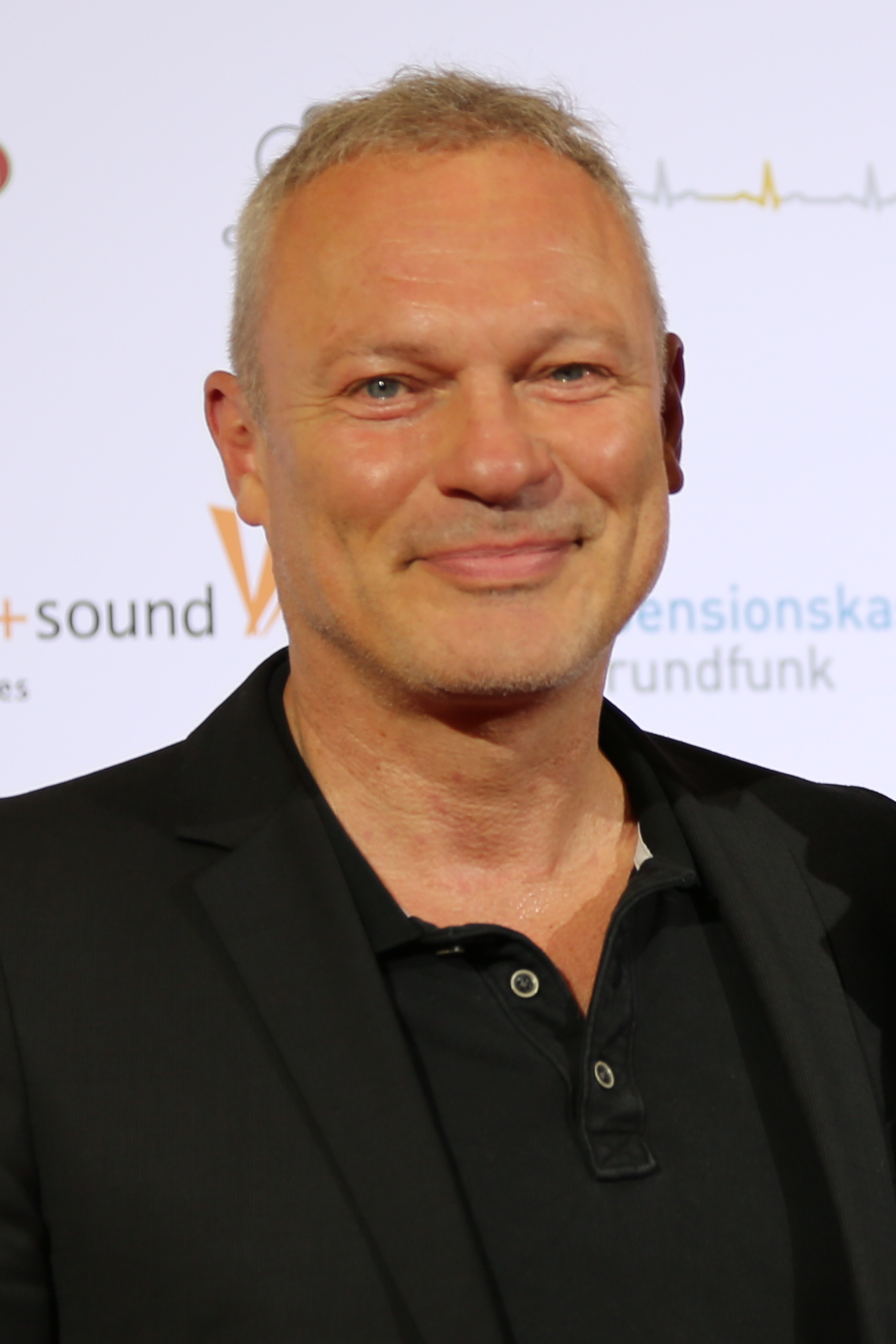
Klaus Nierhoff, 2017

Klaus Nierhoff (* 5. Dezember 1958 in Werl) ist ein deutscher Schauspieler.

## Leben
Klaus Nierhoff begann seine Karriere an den Bühnen der Stadt Köln und am Theater Bonn und spielte unter anderem am Staatstheater Braunschweig, am Hamburger Ernst-Deutsch-Theater, bei den Bad Hersfelder Festspielen, an den Städtischen Bühnen Osnabrück, Hildesheim und Ingolstadt, am Grenzlandtheater Aachen, an der Komödie Frankfurt, am Theater an der Kö und an der Komödie Düsseldorf sowie am Theater der Stadt Luxemburg. Wichtige Rollen waren Schüler/Lynkeus in Goethes Faust, Demetrius im Sommernachtstraum, Bruno in Rainer Werner Fassbinders Katzelmacher, Eilif in Brechts Mutter Courage und ihre Kinder, Leonce in Büchners Leonce und Lena, Ferdinand in Schillers Kabale und Liebe, Jupiter in Kleists Amphitryon, Amphitryon in Peter Hacks Amphitryon und Theseus/Oberon in Shakespeares Sommernachtstraum.
Nierhoff spielte in den Filmen Comedian Harmonists, Fußball ist unser Leben, Gott ist tot, The Poet, Oben – unten, Der letzte Flug, Unter freiem Himmel, Herbstflattern oder Abseitsfalle – Der Film.
Im Fernsehen hatte er seinen ersten Auftritt 1987 (Duett in Bonn). Es folgten zahlreiche Rollen in Serien wie SOKO 5113, In aller Freundschaft, Alarm für Cobra 11 – Die Autobahnpolizei, Die Sitte, SOKO Köln, Der Alte, Ein Fall für zwei und Küstenwache und in Fernsehfilmen wie Wie buchstabiert man Liebe?, Meine böse Freundin oder Krupp – Eine deutsche Familie. Durchgehende Serienrollen hatte er als Stefan Heller in Unter uns, Hannes Port in Marienhof, Leif Rasmussen in Hotel 13, Kommissar Reinhard Steiner in Alles was zählt. Von 2002 bis 2009 war Klaus Nierhoff als Christian Brenner in der Serie Lindenstraße zu sehen. Es folgen zahlreiche Episodenrollen unter anderem in Der Staatsanwalt, Der letzte Bulle, Professor T, Dunkelstadt, Morden im Norden, Der Lehrer, Bettys Diagnose, Heldt, SOKO Stuttgart.
Seit 2025 spielt er den Polizeipräsidenten Jürgen Proske in WaPo Duisburg.
Daneben spielt Nierhoff Theater in Deutschland, Österreich, der Schweiz und Luxemburg, so in den mit dem INTHEGA-Preis für Theatergastspiele ausgezeichneten Konzertdirektion-Landgraf-Produktionen, Der Parasit von Friedrich Schiller, und Die Grönholm-Methode von Jordi Galceran. In Michael Bogdanovs Inszenierung der altenglischen Heldensage Beowulf stand Klaus Nierhoff als Erzähler auf der Bühne und 2011/12 als Narrator auf der European Tour von Richard O’Briens The Rocky Horror Show in der gleichnamigen BB-Promotion-Produktion.
Als Sprecher ist Klaus Nierhoff in WDR-Hörspielen und -Features zu hören. Er ist auch an Hörbuchproduktionen beteiligt, z. B. als Jonathan Peak in Frank Schätzings Der Schwarm, Ken Folletts Die Säulen der Erde und in vielen John-Sinclair-Hörbüchern. 2014 war er Gesicht für den Amazon-Dienst audible. 2022 kam das von ihm eingelesene Hörbuch Zaunwerk - Szenen aus dem Gesträuch von Felix Rexhausen heraus.
Bettina Böttinger und Klaus Nierhoff sind Botschafter der Arcus-Stiftung und Paten des Kölner Jugendzentrums anyway. Als solcher hat Nierhoff auch ehrenamtlich markante Rollen in Filmprojekten des anyway, wie Julian – junge liebe anders oder Zwei Gesichter, übernommen.
Im Februar 2021 war Klaus Nierhoff Teil der Initiative #ActOut im SZ-Magazin, zusammen mit 184 lesbischen, schwulen, bisexuellen, queeren, intergeschlechtlichen und transgender Personen aus dem Bereich der darstellenden Künste.
Nierhoff lebt in Köln und Berlin.

## Filmografie
- 1983: Abenteuer Bundesrepublik
- 1983: Hilferufe
- 1987: Duett in Bonn – Rumäne auf Eis
- 1987: Ignaz, der Gerechte
- 1988–2009: Lindenstraße (98 Episoden)
- 1991: One Against the Wind
- 1992: Jewels
- 1993: Stadtklinik – Ungünstige Aussichten
- 1994: Oben – unten
- 1996–1999: Die Wache (3 Episoden)
- 1996: Unter uns
- 1997: Comedian Harmonists
- 1997–2004: Marienhof (49 Episoden)
- 1997: Großstadtrevier – Lug und Trug
- 1998: OP ruft Dr. Bruckner – Das Gesetz der Angst
- 1999–2004: SOKO 5113 (4 Episoden, vers. Rollen)
- 1999: SK Kölsch – Blutspur
- 1999: City-Express (9 Episoden)
- 2000: Fußball ist unser Leben
- 2000: Die Kommissarin – Die Geliebte des Killers
- 2001: Späte Rache
- 2001–2006: In aller Freundschaft (2 Episoden)
- 2001: Der Doc – Auf die Größe kommt es an
- 2001: Drehkreuz Airport – In letzter Sekunde
- 2001: Klinikum Berlin Mitte – Ein ganz normaler Tag
- 2000–2002: Alarm für Cobra 11 – Die Autobahnpolizei (2 Episoden, vers. Rollen)
- 2003: Bernds Hexe – Der Steinzauber
- 2003: Der Alte – Bei Mord hört es auf
- 2004: Der letzte Flug (Kurzfilm)
- 2004: Unter Brüdern – Ex und Hopp
- 2004: Küstenwache – Wer den Wind sät
- 2005: Unter freiem Himmel
- 2005: Ein Fall für zwei – Tod eines Buchhalters
- 2006: SOKO Köln – Allein unter Nachbarn
- 2006: Die Sitte – Schichtwechsel
- 2007: Meine böse Freundin
- 2008: Der arme Bub
- 2009: Krupp – Eine deutsche Familie
- 2009: Rennschwein Rudi Rüssel – Rudi und das Zuckerfest
- 2010: SOKO Stuttgart – Feuertaufe
- 2010: Zeitriss
- 2010: Sascha
- 2011: Ein Fall für die Anrheiner – Fußball ist unser Leben
- 2011: Ausgekuschelt – Die Puppen-WG (Pilot ZDFneo)
- 2012: Abseitsfalle
- 2012–2013: Julian – junge Liebe anders (Webserie)
- 2013: Helden – Wenn dein Land dich braucht
- 2013: Herbstflattern
- 2013: Herzensbrecher – Vater von vier Söhnen
- 2013: Happy End
- 2014: Hotel 13 (50 Episoden)
- 2014: Der letzte Bulle (3 Episoden)
- 2014: Heiter bis tödlich: Koslowski & Haferkamp – Geisterjäger
- 2014: Zwei Gesichter
- 2015: Heldt – Fahnenklau
- 2015: Rhein-Lahn-Krimi: Bauernopfer
- 2015: Bettys Diagnose – Glücksfälle
- 2016: Omega – Der Film
- 2016: Rhein-Lahn-Krimi: Jammertal
- 2016–2017: Unter uns
- 2018: Morden im Norden – Schwarzer Peter
- 2018: Der Lehrer – Meinste so'n Tumor fragt erstmal nach'm Perso?
- 2018: De Buttek
- 2019: Gegen den Strom
- 2019: Herbstflattern
- 2019: Dunkelstadt
- 2019: Professor T.
- 2020: Der Staatsanwalt
- 2020: Verbotene Liebe – Next Generation
- 2021: Kroymann (Satiresendung, 1 Folge)
- 2021: Alles was zählt
- 2021: Binge Reloaded
- 2022: Angry Gay
- 2023: Alarm für Cobra 11 – Die Autobahnpolizei - Blutsbande aka Väter und Töchter
- 2024: SOKO Köln – 1926
- 2024: Für alle Fälle Familie (65 Episoden)
- seit 2025: WaPo Duisburg

## Theater
- 1981: Die elftausend Jungfrauen, Theater der Welt, Köln, Regie: Jérôme Savary
- 1981: The Man in the Raincoat, Theater der Welt, Köln, Regie: Robert Wilson
- 1982: Speckhut, Schauspiel Köln, Regie: Oswald Lipfert
- 1983: Pariser Leben, Schauspiel Bonn, Regie: Horst Zankl
- 1984: Maria Stuart, Schauspiel Bonn, Regie: Peter Eschberg
- 1985: Faust I und II, Stadttheater Osnabrück, Regie: Goswin Moniac
- 1985: Der Tod im Lindenbaum, Stadttheater Osnabrück, Regie: Hans Falar
- 1986: Mutter Courage, Festspiele Bad Hersfeld, Regie: Hannes Fischer
- 1986: Leonce und Lena, Grenzlandtheater Aachen, Regie: Manfred Langner
- 1987: Anatevka, Festspiele Bad Hersfeld, Regie: Karl Vibach
- 1988: Kabale und Liebe, Stadttheater Hildesheim, Regie: Peter Lüdi
- 1989: Mutter Courage, Stadttheater Hildesheim, Regie: Peter Lüdi
- 1990: Amphitryon, Stadttheater Ingolstadt, Regie: Ernst Seiltgen
- 1991: Katzelmacher, Stadttheater Ingolstadt, Regie: Johannes Zametzer
- 1992: Sommernachtstraum, Stadttheater Fürth, Regie: Johannes Zametzer
- 1993: Anatevka, Staatstheater Braunschweig, Regie: Irene Mann
- 1994: Amphitryon, Ernst-Deutsch-Theater Hamburg, Regie: Günter Fleckenstein
- 1995: Beowulf, Theater im Pfalzbau Ludwigshafen, Regie: Michael Bogdanov
- 1995: Der gute Mensch von Sezuan, Grenzlandtheater Aachen, Regie: Manfred Langner
- 1996: Piaf, Theater an der Kö Düsseldorf, Regie: Wolfram Cremer
- 2002: Edward II., Théâtre des Capucins Luxemburg, Regie: Johannes Zametzer
- 2003: Homekrimi, Théâtre des Capucins Luxemburg, Regie: Luc Feit
- 2005–2009: Der Parasit, Theater im Rathaus Essen/Konzertdirektion Landgraf, Regie: Annette Raffalt
- 2006: Die Grönholm-Methode, Théâtre des Capucins Luxemburg, Regie: Johannes Zametzer
- 2007: Der Häßliche, Théâtre des Capucins Luxemburg, Regie: Johannes Zametzer
- 2009: Der Rosenkrieg, Komödie Düsseldorf, Regie: Helmuth Fuschl
- 2009–2012: Die Grönholm-Methode, Konzertdirektion Landgraf, Regie: Johannes Zametzer
- 2011: Die Grönholm-Methode, Schlossparktheater Berlin, Regie: Johannes Zametzer
- 2011–2012: Richard O'Brian's Rocky Horror Show, European Tour, BB Promotion, Regie: Sam Buntrock
- 2012: Sommernachtstraum, Wolfgang Borchert Theater Münster, Regie: Meinhard Zanger
- 2013–2016: Richard O'Brian's Rocky Horror Show, Theater Hagen, Regie: Holger Hauer

## Hörspiele
- 1981: Kitsch oder das erzwungene Ende – Regie: Raoul Wolfgang Schnell (Hörspiel von Raoul Wolfgang Schnell – WDR)
- 1982: Tod eines Zauberers – Regie: Dieter Carls (Kriminalhörspiel von Werner Waldmann – WDR)
- 1983: Missachtete Vorfahrt – Regie: Dieter Carls (Kriminalhörspiel von Rainer Puchert – WDR)
- 1983: Suchen Sie Paul Koslowski! – Regie: Klaus Wirbitzky (Kriminalhörspiel von Stefan Richwien / Franz Maria Sonne – WDR)
- 1985: Ein Würfelspiel – Regie: Elmar Boensch (Kriminalhörspiel von Eva Maria Mudrich – WDR)
- 1986: Das Mausoleum – Regie: Norbert Schaeffer (Hörspiel von Hubert Wiedfeld – WDR)
- 1986: Wunden – Regie: Klaus Dieter Pittrich (Hörspiel von Liu Xin-Hua – WDR)
- 1987: Vogelkopp – Regie: Frank Hübner (Hörspiel von Albert Wendt – WDR)
- 1987: Wollseifen – Regie: Manfred Brückner (Hörspiel von Thomas Brückner – WDR)
- 1988: Bier – Regie: Frank Hübner (Hörspiel von Jimi Patt Roberts – WDR)
- 1988: Die Frau vom Gipser – Regie: Angeli Backhausen (Hörspiel von Liane Dirks – WDR)
- 1990: Niegelungen – Regie: Frank Hübner (Hörspiel von Wolfgang Lüchtrath – WDR)
- 1993: Petra Patzer in der Klangwelt – Regie: Annette Kurth (Hörspiel von Andrascz Jaromir Weigoni – WDR)
- 1993: Hau ab Du Angst – Regie: Annette Kurth (Hörspiel von Martina Breinlinger, Rainer Haußmann – WDR)
- 1993: Mukker-Max und Meta Moritz oder Der achte Streich – Regie: Annette Kurth (Hörspiel von Andrascz Jaromir Weigoni – WDR)
- 1993: Bonbon - Radio für Kinder – Regie: diverse (diverse Hörspiele – WDR)
- 1994: La bonne ville de Cologne – Regie: Annette Kurth (Hörspiel von Carl Dietmar – WDR)
- 1994: Thunderbird - Phil Perfect erzählt: Legenden des Rock'n' Roll  – Regie: Annette Kurth (Hörspiel von Serge Clerc, François Gorin – WDR)
- 1995: Am Mittwoch wird der Rabbi naß – Regie: Holger Rink (Hörspiel von Harry Kemelman – WDR)
- 1995–1998: LILIPUZ - Radio für Kinder – Regie: diverse (diverse Hörspiele – WDR)
- 1999: Die Säulen der Erde – Regie: Leonhard Koppelmann (Hörspiel (9 Teile) – WDR)
- 1999: In Castrop ist mal wieder Kirmes oder Das Reich der Mütter und die Folgen – Regie: Frank-Erich Hübner (Hörspiel von Barbara Bechtloff – WDR)
- 2000–2002: Geisterjäger John Sinclair (Hörbücher (12 Teile) – Europa, Lübbe Audio / WortArt)
- 2004: Der Schwarm – Regie: Loy Wesselburg, Frank Schätzing (Hörspiel (10 CDs) – Loy Production Köln, Der Hörverlag)
- 2004: Frankenstein oder Der moderne Prometheus – Regie: Annette Kurth (Hörspiel (2 CDs) – Der Hörverlag)
- 2004: Prinz Faisals Ring – Regie: Klaus Prangenberg (Hörspiel von Bjarne Reuter – WDR)
- 2005: Grund GmbH – Regie: Benjamin Quabeck (Hörspiel von Benjamin Quabeck und Philip Stegers – WDR)
- 2013: Amadeus - Teutobochus (Partitur 6) – Regie: Dennis Rohling (Hörspiel von N.N. – WDR, Hörplanet)
- 2013: Die drei Furien – Regie: Dennis Rohling (Kriminalhörspiel von John Beckmann – WDR, Hörplanet)
- 2010–2014: Bärenbude - Erst hören ... dann träumen! (Siebenteilige Lesung von Peter Nink) (Siebenteilige Lesung von Annette Herzog – RBB/WDR/NDR)
- 2014: Lady Bedford: Der Mann mit der grünen Trompete – Regie: Dennis Rohling (Kriminalhörspiel von John Beckmann – WDR, Hörplanet)
- 2014: Die Sendung mit der Maus zum Hören – Regie: Annette Herzog (Hörspiel von Marcus Sauermann – WDR)
- 2015: Keine Sekunde Schanze – Regie: Benjamin Quabeck (Hörspiel von Benjamin Quabeck – WDR)
- 2016: Martin Luther – Glaube versetzt Berge – Regie: Claudia Johanna Leist (Doku-Hörspiel von Maja Nielsen – WDR)
- 2016: Der große Lord – Regie: Martin Zylka (Hörspiel von Raymond A. Scofield – WDR / headroom 2017)
- 2016: Ohrfeige – Regie: Claudia Johanna Leist (Hörspiel von Abbas Khider – WDR)
- 2019: Geschichten vom Baumausstatter, 3. Staffel – Regie: Thomas Werner (Hörspiel von Sabine Fringes – WDR)

## Hörbücher
- 2022: Zaunwerk. Szenen aus dem Gesträuch (Regie: Phillis Fermer)[5]

## Videospiele
- 2016: Titanfall 2 – rain productions[6]
- 2017: Star Wars: Battlefront – rain productions
- 2018: Aion – rain productions
- 2020: Bus Simulator – rain productions
- 2021: Apex Legends – rain productions
- 2022: D4: Dark Dreams Don't Die – rain productions
- 2023: Star Wars Jedi: Survivor - rain productions